# عبدالملک (خواننده رپ)
عبدالملک (انگلیسی: Abd al Malik؛ زادهٔ ۱۴ مارس ۱۹۷۵) خواننده رپ، شاعر، نویسنده و کارگردان فیلم اهل فرانسه است. وی از سال ۱۹۸۸ میلادی تاکنون مشغول فعالیت بوده‌است. وی که به اسلام گرویده است قبل از آن نامش رژیس فایت-میکانو بوده.